# Liste der Biografien/Krey
Liste der Biografien |
Portal Biografien |
Personensuche
# |
A |
B |
C |
D |
E |
F |
G |
H |
I |
J |
K |
L |
M |
N |
O |
P |
Q |
R |
S |
T |
U |
V |
W |
X |
Y |
Z |
?
 
Ka |
Kb |
Kc |
Kd |
Ke |
Kf |
Kg |
Kh |
Ki |
Kj |
Kl |
Km |
Kn |
Ko |
Kp |
Kr |
Ks |
Kt |
Ku |
Kv |
Kw |
Ky |
Kx |
Kz
 
Kra |
Krb |
Krc |
Kre |
Krg |
Krh |
Kri |
Krj |
Krk |
Krl |
Krm |
Krn |
Kro |
Krp |
Krs |
Krt |
Kru |
Kry |
Krz
 
Krea |
Kreb |
Krec |
Kred |
Kree |
Kref |
Kreg |
Kreh |
Krei |
Krej |
Krek |
Krel |
Krem |
Kren |
Kreo |
Krep |
Kres |
Kret |
Kreu |
Krev |
Krew |
Krex |
Krey |
Krez
Die Liste der Biografien führt alle Personen auf, die in der deutschsprachigen Wikipedia einen Artikel haben. Dieses ist eine Teilliste mit 55 Einträgen von Personen, deren Namen mit den Buchstaben „Krey“ beginnt.

## Krey
- Krey, Folkert (1692–1775), deutscher Dorfschullehrer, Organist und Schulbuchautor
- Krey, Franz (1904–1997), deutscher Arbeiterschriftsteller
- Krey, Franz Heinrich (1930–2017), deutscher Journalist und Politiker (CDU), MdB
- Krey, Hans-Detlef (1866–1928), deutscher Ingenieur für Grundbau und Bodenmechanik
- Krey, Herbert (1939–2021), deutscher Dirigent, Geiger, Bratscher und Musikpädagoge
- Krey, Johann Bernhard († 1826), deutscher protestantischer Theologe und Historiker
- Krey, Stephan Josef (1803–1873), deutscher katholischer Pfarrer
- Krey, Theodor (1910–1993), deutscher Geophysiker
- Krey, Tom (* 1947), deutscher Maler
- Krey, Volker (1940–2023), deutscher Rechtswissenschaftler

### Kreyb
- Kreybig, Leopold, mährischer Herrschaftsverwalter und Politiker

### Kreye
- Kreye, Andrian (* 1962), deutscher Journalist und Schriftsteller
- Kreye, Ernst, deutscher Architekt
- Kreye, Walter (* 1942), deutscher Schauspieler und HörbuchsprecherWalter Kreye (* 1942)

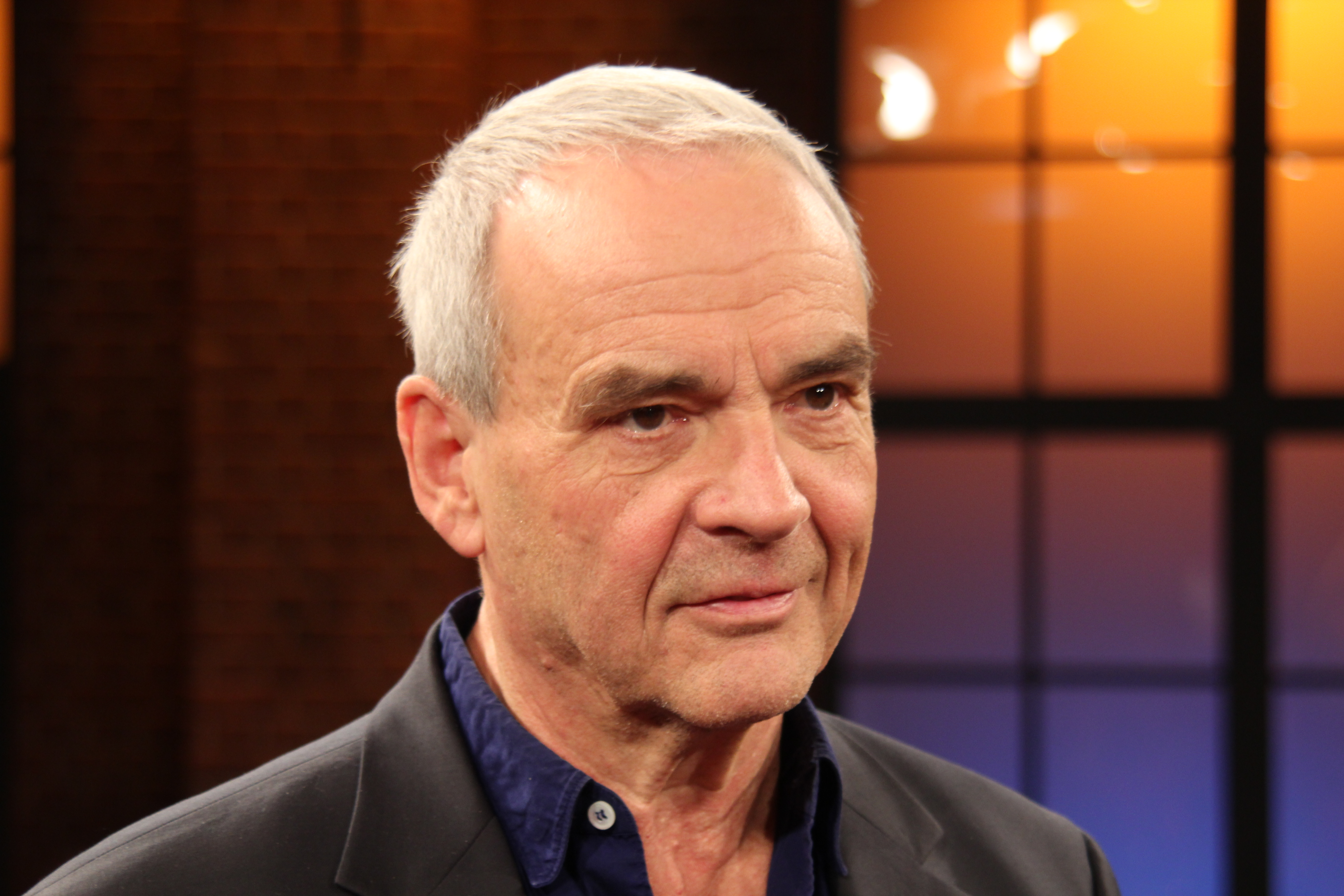
Walter Kreye (* 1942)

- Kreye, Walter A. (1911–1991), deutscher Schriftsteller und Hörfunkredakteur
- Kreyelkamp, Malou Lovis (* 1999), deutsche Sängerin
- Kreyenberg, Gerhard (1899–1996), deutscher Psychiater
- Kreyenberg, Gotthold (1837–1898), deutscher Pädagoge und Schulleiter, Förderer von höheren Mädchenschulen und Lehrerinnenausbildung
- Kreyenbroek, Philip G. (* 1948), niederländischer Iranist
- Kreyenkamp, August (1875–1950), deutscher Fotograf
- Kreyenschmidt, Martin (* 1965), deutscher Chemiker
- Kreyer, Joachim (* 1956), deutscher Politiker (CDU)
- Kreyer, Rolf (* 1973), deutscher Anglist
- Kreyer, Sven (* 1991), deutscher Fußballspieler
- Kreyet, Hermann, Siebter Klosterpropst zu Uetersen

### Kreyf
- Kreyfeld, Georg von (* 1851), deutscher (Civil-)Ingenieur
- Kreyfelt, Julius von (1863–1947), deutscher Maler der Düsseldorfer Malerschule
- Kreyfelt, Niklas von (* 1864), deutscher Porträtfotograf

### Kreyh
- Kreyher, Otto (1836–1905), deutscher Maler
- Kreyher, Wilhelm (1806–1855), deutscher Architekt

### Kreyk
- Kreykenbohm, Georg, deutscher Landrat

### Kreyl
- Kreyling, Jürgen (* 1978), deutscher Geoökologe

### Kreym
- Kreymeier, Holger (* 1971), deutscher Journalist, Autor und MedienunternehmerHolger Kreymeier (* 1971)

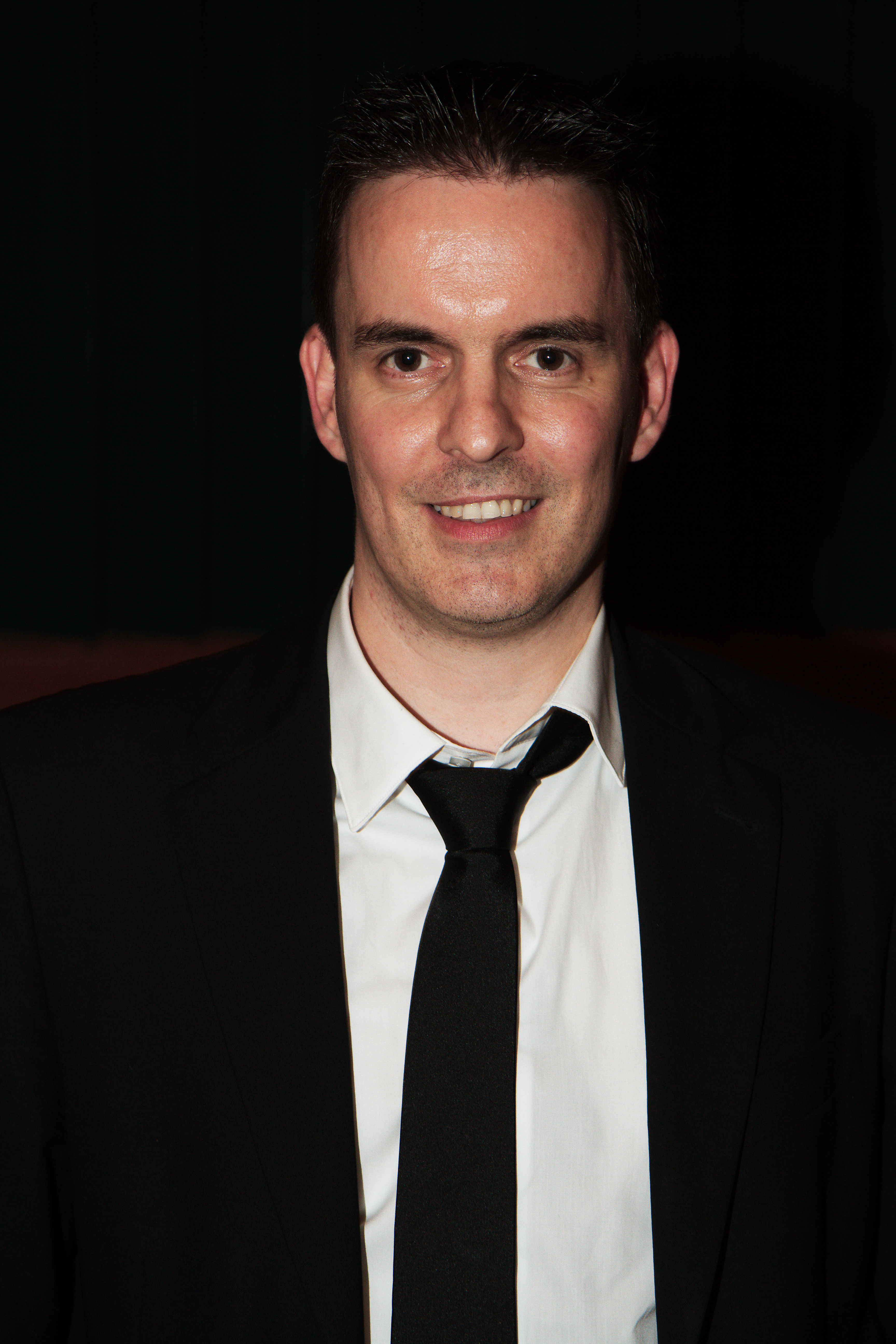
Holger Kreymeier (* 1971)

### Kreys
- Kreysa, Gerhard (* 1945), deutscher Chemiker
- Kreysig, Friedrich Ludwig (1770–1839), deutscher Mediziner, Botaniker und Musikwissenschaftler
- Kreysing, Hans (1890–1969), deutscher General der Gebirgstruppe im Zweiten Weltkrieg
- Kreysler, Dorit (1909–1999), österreichische Sängerin und Schauspielerin
- Kreysler, Peter (* 1967), deutscher Journalist, Radiojournalist und Dokumentarfilmer
- Kreyssig, August Hermann (1811–1889), deutscher Pfarrer in Sachsen
- Kreyßig, Carl Traugott (1786–1837), deutscher Jurist
- Kreyßig, Eduard (1830–1897), deutscher Architekt, Stadtplaner, Tiefbauspezialist und langjähriger Stadtbaumeister von Mainz
- Kreyßig, Friedrich (1818–1879), deutscher Pädagoge, Schuldirektor und Publizist
- Kreyßig, Georg Christoph (1697–1758), deutscher Buchhändler, Bibliograph und Regionalhistoriker
- Kreyssig, Gerhard (1899–1982), deutscher Politiker (SPD), MdB, MdEP
- Kreyssig, Hugo (1873–1933), deutscher Maler
- Kreyßig, Johann Gottlieb (1779–1854), deutscher Pädagoge und Philologe
- Kreyssig, Lothar (1898–1986), deutscher Jurist, Richter sowie Gründer der Aktion Sühnezeichen
- Kreyssig, Uwe (1930–2008), deutscher Opernsänger (Bariton), Opernregisseur und Fernsehmoderator

### Kreyt
- Kreytenberg, Ernst (1904–1976), deutscher Architekt
- Kreytzen, Abraham von (1624–1674), Obermarschall im Herzogtum Preußen
- Kreytzen, Andreas von (1579–1641), Beamter im Herzogtum Preußen
- Kreytzen, Friedrich von (1693–1765), preußischer Generalmajor, Chef des Infanterie-Regiments Nr. 28
- Kreytzen, Georg Christoph von (1683–1750), königlich preußischer Generalleutnant, Amtshauptmann von Egeln
- Kreytzen, Johann Friedrich von (1693–1759), preußischer Generalmajor, Chef des Infanterie-Regiments Nr. 40
- Kreytzen, Wolf von (1598–1672), Obermarschall im Herzogtum Preußen